# Homalometron caballeroi
Homalometron caballeroi är en plattmaskart. Homalometron caballeroi ingår i släktet Homalometron och familjen Homalometridae. Inga underarter finns listade i Catalogue of Life.